# Euphorbia seguieriana
Euphorbe de Séguier
Espèce
Synonymes
- Euphorbia gerardiana Jacq.
- Esula gerardiana (Jacq.) Fourr.

Classification phylogénétique
L'Euphorbe de Séguier (Euphorbia seguieriana) est une espèce de plantes herbacées de la famille des Euphorbiaceae.

## Étymologie
Jean-François Séguier était un botaniste français (1703–1784).

## Biologie
Elle fleurit de juin à août. Elle est hémicryptophyte.

## Description
C'est une plante vivace de 15 à 50 cm à nombreuses tiges. Elle contient un latex blanc. Les feuilles sont éparses. Les fleurs sont réduites, réunies en inflorescence complexe (cyathe) groupées en ombelles. Chaque cyathe est composée d'une fleur femelle entourée de fleurs mâles.
À l'état stérile, elle peut être confondue avec Euphorbia cyparissias.

## Répartition
Elle croît en Europe méridionale et médiane et en Asie occidentale et centrale.

## Habitat
Pelouses thermophiles.

## Protection
Cette espèce est inscrite dans la liste des espèces végétales protégées en Alsace, dans celle d'Aquitaine, celle de Franche-Comté, celle de Pays de la Loire et celle de Lorraine.

## Biotopes
Pelouses sèches calcicoles. Berges de rivières.

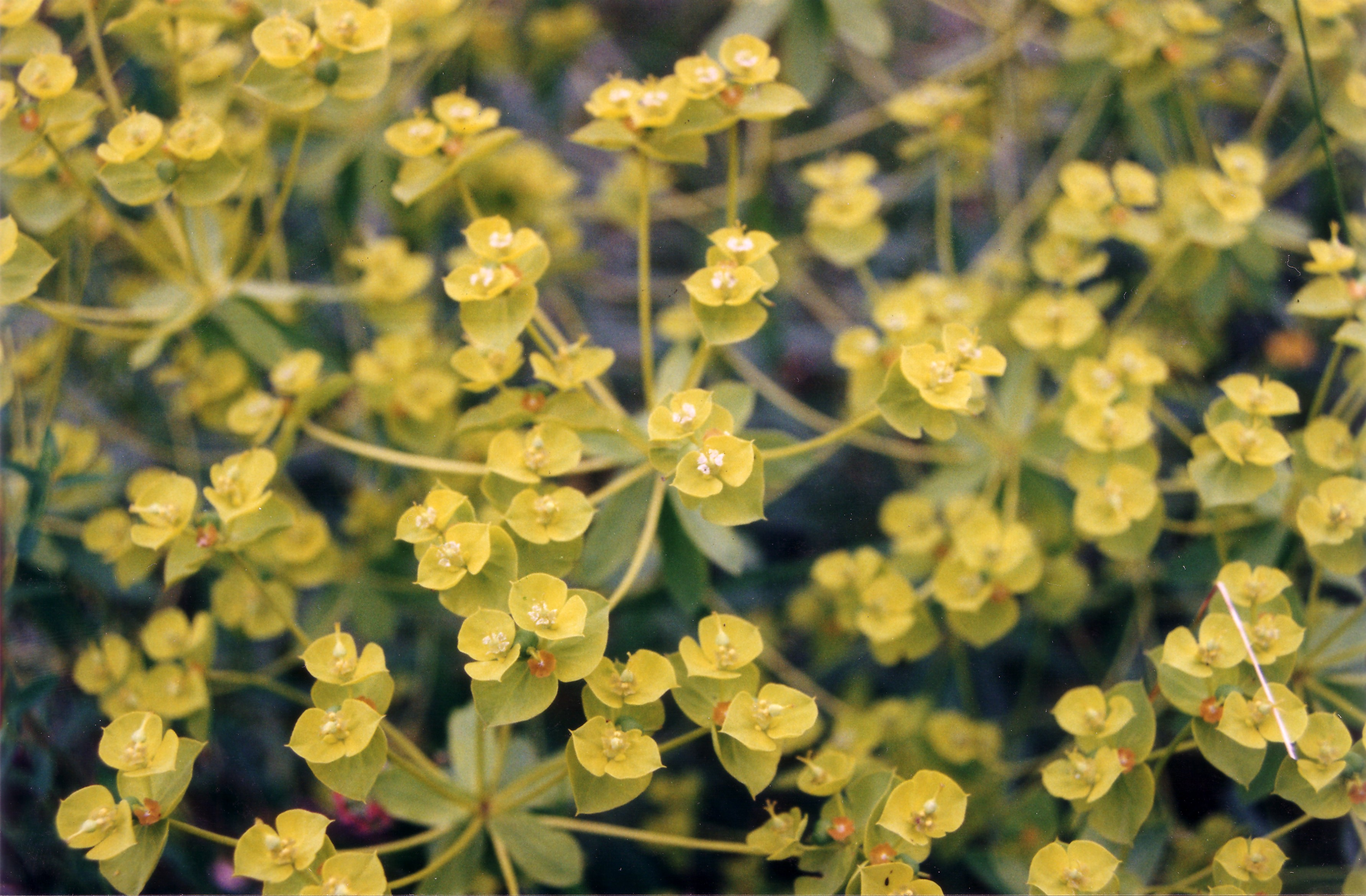
Euphorbia seguieriana.